# Krähbergtunnel
Der Krähbergtunnel ist mit 3100 Metern der längste eingleisige Eisenbahntunnel Deutschlands im Altbestandnetz der Deutschen Bahn. Er war, nach dem Kaiser-Wilhelm-Tunnel, zum Zeitpunkt seiner Fertigstellung der zweitlängste und ist, nach dem Schlüchterner Tunnel und dem Fahrnauer Tunnel, der viertlängste Tunnel im Altbestandnetz.

## Geographische Lage

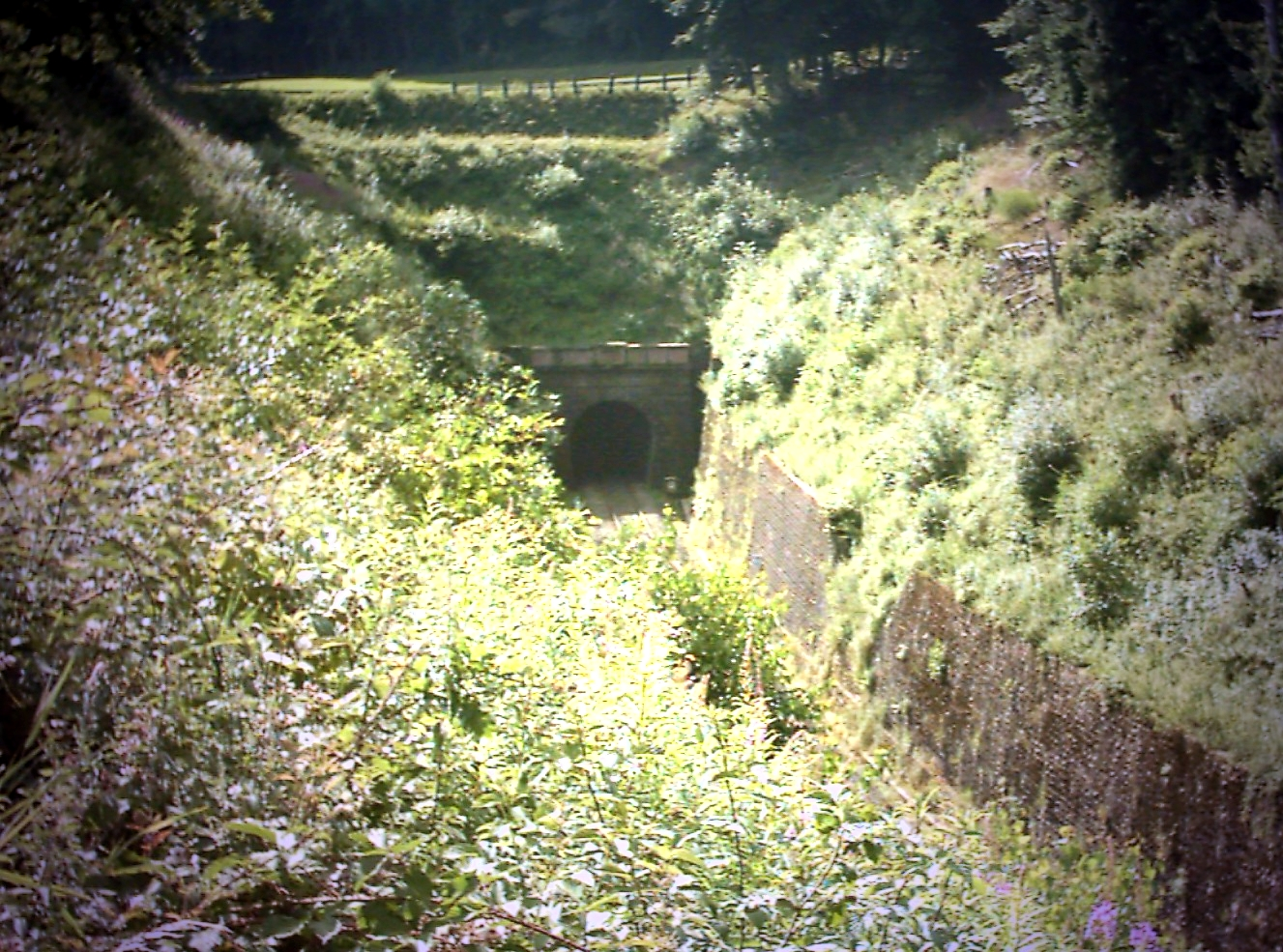
Ostportal des Krähbergtunnels

Dieser Tunnel der Odenwaldbahn unterquert unter dem Krähberg (554,9 m ü. NN) die Wasserscheide zwischen Main und Neckar. Er verbindet im Buntsandstein-Gebiet des Odenwaldes Hetzbach im Mümlingtal mit Schöllenbach im Ittertal (beide Stadt Oberzent). Die Trasse verlässt im Pfeifersgrund das Mümlingtal in einem 90-Grad-Bogen nach Osten, erreicht noch in der Feldgemarkung das Westportal des Tunnels, führt unter dem Krähberg hindurch, tritt südlich von Mittelberg (506,6 m ü. NN) und nördlich des Kohlebuckels (500,7 m ü. NN) in dem tief eingeschnittenen Tunnelbachtal am Ostportal zu Tage und erreicht so das Schöllenbachtal sowie nach der Ortschaft Schöllenbach das Ittertal.

## Bau
Das Bauwerk liegt in einer Geraden und steigt vom westlichen Portal aus zunächst auf einer Länge von 1944 m mit 1:150, dann folgt mit 230 m Länge die horizontale Scheitelstrecke, welche 337 m ü. NN liegt, und schließlich mit einer Länge von 926 m ein Gefälle von 1:500.
Die Tunnelbauarbeiten wurden an den Bauunternehmer Leo Arnoldi aus Köln vergeben, der sich vertraglich verpflichtete, den Tunnel bis zum 1. Mai 1882 fertigzustellen. Mit dem Abteufen von vier Schächten wurde die Arbeit im Sommer 1878 begonnen. Der Tunnelanschlag erfolgte am 16. Oktober 1879. Für den Tunnelbau war eine modifizierte Belgische Bauweise gewählt worden. Hierbei wurde zunächst der Sohlstollen als Richtstollen angelegt, nachfolgend der Firststollen. Anschließend wurde nach einer Ausweitung das Scheitelgewölbe gemauert und nach dessen Unterfangung schrittweise das gesamte Gewölbe bei gleichzeitigem weiteren Ausbruch fertiggestellt. Im Buntsandstein erfolgte ein Sprengvortrieb, wobei die Bohrlöcher maschinell hergestellt wurden. Die Ausbruchsfläche betrug 36–40 m2.
Der Schlussstein des Krähbergtunnels wurde am 22. Februar 1882 gesetzt. Offiziell wurde die Strecke zwischen den Bahnhöfen Hetzbach und Eberbach – und damit auch der Krähbergtunnel – am 27. Mai 1882 für den Personenverkehr eröffnet. Mit der Übergabe dieses Streckenabschnitts war die Verbindung von Darmstadt nach Eberbach fertiggestellt. Fünf Tage später wurde auch der Güterverkehr freigegeben.

## Gegenwart
Im November und Dezember 2006 fand eine zweiwöchige Sanierung von Gleis und Gleisbett statt. Dabei wurden im Tunnel Holz- durch Stahlschwellen ersetzt und neue Schienen eingebaut. Das Investitionsvolumen der Maßnahmen lag bei drei Millionen Euro. Der Krähbergtunnel ist nicht mit modernen Tunnelrettungssystemen wie Notausgängen ausgerüstet. Für die Technische Hilfeleistung im Falle eines Unfalls wurde durch die Deutsche Bahn AG ein Hilfeleistungslöschfahrzeug angeschafft, das von der Freiwilligen Feuerwehr Beerfelden betrieben wird.